# Nati nel 1952/Settembre
| Questa pagina contiene informazioni ricavate automaticamente dalle voci biografiche con l'ausilio del template Bio e di un bot. L'aggiornamento è periodico e automatico e ricostruisce completamente la pagina. Se manca una persona in questa lista, sei pregato di non aggiungerla, ma accertati piuttosto che la sua voce biografica contenga il template Bio e che i dati anagrafici siano correttamente compilati. Se il template Bio manca, inseriscilo tu stesso o, in alternativa, metti l'avviso {{tmp\|Bio}} che ne segnala la mancanza. Se i dati riportati sono sbagliati, correggi direttamente la voce biografica; le modifiche saranno visibili in questa lista entro pochi giorni. Per chiarimenti vedi il progetto biografie. La lista contiene solo le 298 persone che sono citate nell'enciclopedia e per le quali è stato implementato correttamente il template Bio. Pagina aggiornata al 26 lug 2025. |

- 1º settembre - Eleonora Bellini, scrittrice italiana
- 1º settembre - Rodolfo Bianchi, attore, doppiatore e direttore del doppiaggio italiano
- 1º settembre - Abel Braga, allenatore di calcio e ex calciatore brasiliano
- 1º settembre - Antonio Di Donna, vescovo cattolico italiano
- 1º settembre - Michael Massee, attore statunitense († 2016)
- 1º settembre - Claudio Micheloni, politico italiano
- 1º settembre - Ol'ga Mineeva, ex mezzofondista sovietica
- 1º settembre - Lê Lương Minh, politico e diplomatico vietnamita
- 1º settembre - Tom Owen, ex giocatore di football americano statunitense
- 1º settembre - Prisco Palumbo, militare e poliziotto italiano († 1976)
- 1º settembre - Clemente Rojas, ex pugile colombiano
- 1º settembre - Gian Carlo Sangalli, politico italiano
- 2 settembre - Josef Bisig, presbitero svizzero
- 2 settembre - Bruno Ceccobelli, artista, pittore e scultore italiano
- 2 settembre - Jimmy Connors, ex tennista e allenatore di tennis statunitense
- 2 settembre - Chris Knox, musicista neozelandese
- 2 settembre - Mihhail Lotman, semiologo, critico letterario e politico estone
- 2 settembre - Silvia Marsoni, oncologa e politica italiana
- 2 settembre - Mario Medina, ex calciatore messicano
- 2 settembre - Earl Pomeroy, politico statunitense
- 2 settembre - Maria Pia Quintavalla, poetessa e scrittrice italiana
- 2 settembre - John Rutherford, politico statunitense
- 2 settembre - Ljubiša Tumbaković, allenatore di calcio e ex calciatore serbo
- 2 settembre - Mike Winter, ex calciatore austriaco
- 2 settembre - Keiko Yokozawa, doppiatrice giapponese
- 3 settembre - Nanni Campus, politico e chirurgo italiano
- 3 settembre - Ekkehard Fasser, bobbista svizzero († 2021)
- 3 settembre - Franco Fava, giornalista, ex mezzofondista e siepista italiano
- 3 settembre - Nathalie Fuchs, ex tennista francese
- 3 settembre - Filippo La Porta, saggista, giornalista e critico letterario italiano
- 3 settembre - Raymond Lewis, cestista statunitense († 2001)
- 3 settembre - Generoso Márquez, ex cestista cubano
- 3 settembre - Maria Cristina Perugia, politica italiana
- 3 settembre - Şehrazat, cantautrice, musicista e compositrice turca
- 3 settembre - Inese Vaidere, politica lettone
- 4 settembre - Alan Blumenfeld, attore statunitense
- 4 settembre - Ilvo Diamanti, sociologo e politologo italiano
- 4 settembre - Roberto Giuffrida, ex pallamanista e allenatore di pallamano italiano
- 4 settembre - Evgenija Glušenko, attrice russa
- 4 settembre - Rishi Kapoor, attore indiano († 2020)
- 4 settembre - Tom Maher, allenatore di pallacanestro australiano
- 4 settembre - Nelson Marcenaro, calciatore uruguaiano († 2021)
- 4 settembre - Joseph Ngô Quang Kiệt, arcivescovo cattolico vietnamita
- 4 settembre - Jim Schoenfeld, dirigente sportivo, allenatore di hockey su ghiaccio e ex hockeista su ghiaccio canadese
- 4 settembre - Ray Seales, ex pugile statunitense
- 4 settembre - Gerardo Trisolino, poeta, scrittore e critico letterario italiano
- 5 settembre - Steve Baker, pilota motociclistico statunitense
- 5 settembre - Ernie Chataway, chitarrista, cantante e compositore britannico († 2014)
- 5 settembre - David Glen Eisley, cantante statunitense
- 5 settembre - Ricky Fataar, musicista sudafricano
- 5 settembre - Paul Fleischman, scrittore statunitense
- 5 settembre - Michael Horton, attore statunitense
- 5 settembre - Andrés Rebottaro, ex calciatore argentino
- 5 settembre - Roberto Roscani, giornalista e politico italiano
- 6 settembre - Dominik Graf, regista e sceneggiatore tedesco
- 6 settembre - Greg Griffin, ex cestista statunitense
- 6 settembre - Vladimir Kazačënok, allenatore di calcio e calciatore sovietico († 2017)
- 6 settembre - William Keating, politico statunitense
- 6 settembre - James Lew, attore, artista marziale e stuntman statunitense
- 6 settembre - Buddy Miller, cantautore, chitarrista e produttore discografico statunitense
- 6 settembre - Jigme Thinley, politico bhutanese
- 7 settembre - Hodā Barakāt, scrittrice e giornalista libanese
- 7 settembre - Des Bremner, ex calciatore scozzese
- 7 settembre - Ernest Carter, batterista statunitense
- 7 settembre - Branislav Kerac, fumettista e illustratore serbo
- 7 settembre - Kim Yong-jae, politico e diplomatico nordcoreano
- 7 settembre - Van'o Kostov, ex calciatore bulgaro
- 7 settembre - Rudolf Nébald, ex schermidore ungherese
- 7 settembre - Milan Orlowski, ex tennistavolista ceco
- 7 settembre - Ricardo Tormo, pilota motociclistico spagnolo († 1998)
- 7 settembre - Bruno Vicino, dirigente sportivo, ex pistard e ciclista su strada italiano
- 7 settembre - Vojn Vojnov, allenatore di calcio e ex calciatore bulgaro
- 7 settembre - Perry Warbington, cestista statunitense († 2008)
- 8 settembre - David R. Ellis, regista, attore e stuntman statunitense († 2013)
- 8 settembre - Rod Frawley, ex tennista australiano
- 8 settembre - Joachim Knychała, serial killer polacco († 1985)
- 8 settembre - Will Lee, bassista statunitense
- 8 settembre - Tremper Longman, biblista e docente statunitense
- 8 settembre - Graham Mourie, ex rugbista a 15, allenatore di rugby a 15 e dirigente sportivo neozelandese
- 8 settembre - Mauro Polli, politico italiano
- 8 settembre - Udo Schnelle, biblista e teologo tedesco
- 9 settembre - Gervais Banshimiyubusa, arcivescovo cattolico burundese
- 9 settembre - Angela Cartwright, attrice e fotografa statunitense
- 9 settembre - Pieraldo Dalle Carbonare, imprenditore e dirigente sportivo italiano
- 9 settembre - Manuel Göttsching, chitarrista e compositore tedesco († 2022)
- 9 settembre - Lee Morin, ex astronauta e medico statunitense
- 9 settembre - Norbert Nozy, direttore d'orchestra e sassofonista belga
- 9 settembre - Phil Palmer, chitarrista britannico
- 9 settembre - Salvatore Pennacchio, arcivescovo cattolico italiano
- 9 settembre - David A. Stewart, polistrumentista, cantautore e produttore discografico britannico
- 9 settembre - Jane Sunderland, linguista e drammaturga britannica
- 9 settembre - Nadežda Šuvaeva, ex cestista sovietica
- 9 settembre - José María de la Torre Martín, vescovo cattolico messicano († 2020)
- 10 settembre - Medea Benjamin, attivista e politica statunitense
- 10 settembre - Gerry Conway, fumettista statunitense
- 10 settembre - Marco Ferrari, giornalista, scrittore e autore televisivo italiano
- 10 settembre - Bruno Giacomelli, ex pilota automobilistico italiano
- 10 settembre - Kōichi Kobayashi, goista giapponese
- 10 settembre - Margitta Pufe, ex pesista e discobola tedesca
- 10 settembre - Tal Skinner, ex cestista e allenatore di pallacanestro statunitense
- 10 settembre - György Tatár, calciatore ungherese († 2024)
- 11 settembre - Catherine Bott, soprano britannico
- 11 settembre - Franca D'Agostini, filosofa italiana
- 11 settembre - Alan Dugdale, ex calciatore inglese
- 11 settembre - Mike Flanagan, allenatore di calcio e ex calciatore inglese
- 11 settembre - Klaus-Peter Hildenbrand, ex mezzofondista tedesco
- 11 settembre - Giuseppe Langella, critico letterario e poeta italiano
- 11 settembre - Danilo Lorenzini, compositore italiano
- 11 settembre - Hans Millonig, ex saltatore con gli sci austriaco
- 11 settembre - Tim Murphy, politico statunitense
- 11 settembre - Toni Zanussi, artista italiano
- 12 settembre - Uladzimir Alejnik, ex tuffatore sovietico
- 12 settembre - Gerry Beckley, cantante, chitarrista e tastierista statunitense
- 12 settembre - Roberto Costantini, scrittore italiano
- 12 settembre - Zelimchan Jandarbiev, scrittore e politico sovietico († 2004)
- 12 settembre - Sergej Karaganov, politologo russo
- 12 settembre - Pierluigi Marzorati, ex cestista italiano
- 12 settembre - Neil Peart, batterista, paroliere e scrittore canadese († 2020)
- 13 settembre - Biyouna, attrice e cantante algerina
- 13 settembre - Don Was, produttore discografico e compositore statunitense
- 13 settembre - José Ernesto Díaz, calciatore colombiano († 2002)
- 13 settembre - Christine Estabrook, attrice statunitense
- 13 settembre - Ingrid Gfölner, ex sciatrice alpina austriaca
- 13 settembre - Randy Jones, cantante e attore statunitense
- 13 settembre - Johanna Schaller, ex ostacolista tedesca
- 13 settembre - Giuseppe Vaccarini, enologo italiano
- 13 settembre - Rex E. Wallace, etruscologo e linguista statunitense
- 14 settembre - Janice Beach, cestista e allenatrice di pallacanestro statunitense († 2017)
- 14 settembre - Martyn Burke, giornalista, scrittore e sceneggiatore canadese
- 14 settembre - Roberto Cenni, imprenditore e politico italiano
- 14 settembre - Francesco Corni, disegnatore italiano († 2020)
- 14 settembre - Alberto Guidaben, cestista filippino
- 14 settembre - Antonino Madonia, mafioso italiano
- 14 settembre - Margit Schumann, slittinista tedesca orientale († 2017)
- 14 settembre - Jindřich Svoboda, ex calciatore cecoslovacco
- 14 settembre - Gabriela Trmal, ex cestista austriaca
- 14 settembre - Philippe Val, giornalista, scrittore e cantante francese
- 15 settembre - Nassir Al-Nasser, diplomatico qatariota
- 15 settembre - Marcello Basso, politico italiano
- 15 settembre - Fulvio Fellet, allenatore di calcio e ex calciatore italiano
- 15 settembre - Kelly Keagy, batterista e cantante statunitense
- 15 settembre - José Rachão, allenatore di calcio e ex calciatore portoghese
- 15 settembre - Serhij Tkač, serial killer ucraino († 2018)
- 15 settembre - Aldo Tomasini, ex mezzofondista italiano
- 16 settembre - Steve Baumann, ex calciatore statunitense
- 16 settembre - Eugenio Sicomoro, fumettista e illustratore italiano
- 16 settembre - Marin Kurtela, ex calciatore croato
- 16 settembre - Salah Larbès, calciatore algerino († 2024)
- 16 settembre - Vitalij Malkin, imprenditore e politico russo
- 16 settembre - Pertti Mäkinen, medaglista e scultore finlandese
- 16 settembre - Giuseppe Oddo, giornalista e blogger italiano
- 16 settembre - Mickey Rourke, attore e sceneggiatore statunitense
- 16 settembre - Larry Sacharuk, allenatore di hockey su ghiaccio e ex hockeista su ghiaccio canadese
- 16 settembre - Lisa Tuttle, scrittrice statunitense
- 16 settembre - Peter Zoller, fisico austriaco
- 16 settembre - Ivan Čarota, traduttore, filologo e critico letterario bielorusso († 2024)
- 17 settembre - Amjad Bashir, politico britannico
- 17 settembre - Ambrogio Colombo, doppiatore e attore italiano
- 17 settembre - Coura Dia, ex cestista senegalese
- 17 settembre - Pedro Luis Ferrer, chitarrista, compositore e cantante cubano
- 17 settembre - Alberto Gamba, ex calciatore italiano
- 17 settembre - Anita Harding, neurologa irlandese († 1995)
- 17 settembre - Sergio Japino, regista, autore televisivo e coreografo italiano
- 17 settembre - William Francis Medley, vescovo cattolico statunitense
- 17 settembre - Milan Šášik, vescovo cattolico slovacco († 2020)
- 17 settembre - Viktor Savčenko, ex pugile sovietico
- 17 settembre - Harold Solomon, allenatore di tennis e ex tennista statunitense
- 17 settembre - Norbert Walter-Borjans, politico tedesco
- 18 settembre - Marida Bolognesi, politica italiana
- 18 settembre - Ton Buunk, ex pallanuotista olandese
- 18 settembre - Shirley Cothran, modella statunitense
- 18 settembre - Monika Debertshäuser, ex fondista tedesca
- 18 settembre - Robin Drysdale, ex tennista britannico
- 18 settembre - Nikola Jovanović, ex calciatore jugoslavo
- 18 settembre - Marcus Leatherdale, fotografo canadese († 2022)
- 18 settembre - Rick Pitino, allenatore di pallacanestro, dirigente sportivo e ex cestista statunitense
- 18 settembre - Alfio Righetti, ex pugile e pallamanista italiano
- 18 settembre - Kent Ruhnke, allenatore di hockey su ghiaccio e ex hockeista su ghiaccio canadese
- 18 settembre - Aleksandr Zamolodčikov, fisico russo
- 19 settembre - Rhys Chatham, compositore statunitense
- 19 settembre - Scott Colomby, attore statunitense
- 19 settembre - Guy Consolmagno, gesuita e astronomo statunitense
- 19 settembre - Bernard de Dryver, pilota automobilistico belga
- 19 settembre - David Hoberman, scenografo, regista e produttore televisivo statunitense
- 19 settembre - Gunnar Hökmark, politico svedese
- 19 settembre - Henry Kaiser, chitarrista e compositore statunitense
- 19 settembre - Laurie King, scrittrice statunitense
- 19 settembre - Fatos Nano, politico albanese
- 19 settembre - Pierre Pleimelding, allenatore di calcio e calciatore francese († 2013)
- 19 settembre - Oscar Raise, ex altista italiano
- 19 settembre - Nile Rodgers, chitarrista, compositore e arrangiatore statunitense
- 20 settembre - Antonio Barbieri, politico italiano
- 20 settembre - Biagio Barone, attore italiano
- 20 settembre - Michl Ebner, politico e editore italiano
- 20 settembre - Randy Grossman, ex giocatore di football americano statunitense
- 20 settembre - Grażyna Rabsztyn, ex ostacolista polacca
- 20 settembre - Manuel Zelaya, politico honduregno
- 21 settembre - Giovanni Asnicar, ex calciatore italiano
- 21 settembre - Maurizio Benini, direttore d'orchestra e compositore italiano
- 21 settembre - Bill Buell, attore statunitense
- 21 settembre - Alessandro Corbelli, baritono italiano
- 21 settembre - Ali Fergani, allenatore di calcio e ex calciatore algerino
- 21 settembre - Dave Gregory, chitarrista, tastierista e cantante britannico
- 21 settembre - Michael Hirst, sceneggiatore e produttore televisivo britannico
- 21 settembre - Anneliese Michel, scrittrice tedesca († 1976)
- 21 settembre - Juan Antonio Pérez Sáez, ex calciatore spagnolo
- 21 settembre - Dominique Rey, vescovo cattolico francese
- 21 settembre - Reijo Ståhlberg, ex pesista finlandese
- 21 settembre - Tenny Svensson, ex tennista svedese
- 21 settembre - Marc Verwilghen, avvocato e politico belga
- 22 settembre - Larry Anderson, attore statunitense
- 22 settembre - Robert Blanchaer, allenatore di sci alpino e ex sciatore alpino belga
- 22 settembre - Marie-Christine Blandin, politica francese
- 22 settembre - Roberta Breda, politica italiana († 1996)
- 22 settembre - Salvatore Cascella, ex calciatore italiano
- 22 settembre - Stefano Cerri, bassista e chitarrista italiano († 2000)
- 22 settembre - Gian Luigi Gigli, politico e neurologo italiano
- 22 settembre - Bob Goodlatte, politico statunitense
- 22 settembre - John L. Hennessy, ingegnere, informatico e dirigente d'azienda statunitense
- 22 settembre - Guilherme de Oliveira Martins, economista portoghese
- 22 settembre - Raymond Xuereb, ex calciatore maltese
- 23 settembre - Daniel Blumenthal, pianista e docente tedesco
- 23 settembre - Victoria Catlin, attrice statunitense († 2024)
- 23 settembre - Elisabeth Demleitner, ex slittinista tedesca occidentale
- 23 settembre - Guillaume Durand, giornalista francese
- 23 settembre - Pietro Fontanini, politico italiano
- 23 settembre - David Jensen, attore statunitense
- 23 settembre - Graziano Maffioli, politico italiano
- 23 settembre - Massimo Rinaldi, doppiatore, direttore del doppiaggio e attore italiano
- 23 settembre - Rolf Smedvig, trombettista statunitense († 2015)
- 23 settembre - John Willis, ex cestista statunitense
- 24 settembre - Bruno Cufino, allenatore di pallanuoto italiano
- 24 settembre - Joseph Patrick Kennedy II, politico statunitense
- 24 settembre - Annegret Kroniger, ex velocista tedesca
- 24 settembre - Doina Mate, cestista rumena († 2024)
- 24 settembre - Jorge Ramos, giornalista, conduttore televisivo e telecronista sportivo uruguaiano
- 24 settembre - Don Rowles, ex sciatore alpino statunitense
- 24 settembre - Yamar Samb, ex cestista senegalese
- 24 settembre - Mark Sandman, musicista e cantautore statunitense († 1999)
- 25 settembre - Leslie Bohem, sceneggiatore statunitense
- 25 settembre - Giulio Ciampoltrini, archeologo italiano
- 25 settembre - Giacomo Cirulli, vescovo cattolico italiano
- 25 settembre - Ray Clarke, ex calciatore inglese
- 25 settembre - Francesco Durante, giornalista, critico letterario e storico della letteratura italiano († 2019)
- 25 settembre - Colin Friels, attore scozzese
- 25 settembre - Jimmy Garvin, ex wrestler statunitense
- 25 settembre - Kevin Lewis, ex calciatore inglese
- 25 settembre - Patrick Mackay, serial killer britannico
- 25 settembre - Carlo Montano, ex schermidore italiano
- 25 settembre - Cherríe Moraga, attivista, scrittrice e drammaturga statunitense
- 25 settembre - Colin Morris, allenatore di calcio inglese († 2000)
- 25 settembre - Mansour Ojjeh, imprenditore francese († 2021)
- 25 settembre - Christopher Reeve, attore, regista e produttore cinematografico statunitense († 2004)
- 25 settembre - Marc Schnyder, ex calciatore svizzero
- 25 settembre - Amina Wadud, religiosa statunitense
- 25 settembre - Bell hooks, scrittrice e attivista statunitense († 2021)
- 26 settembre - Laurie Bird, attrice statunitense († 1979)
- 26 settembre - Gilberto Cavallini, ex terrorista italiano
- 26 settembre - Fernando Filograna, vescovo cattolico italiano
- 26 settembre - Domenico Laforenza, informatico italiano
- 26 settembre - Joan Lind, canottiera statunitense († 2015)
- 26 settembre - Paolo Martinelli, ingegnere italiano
- 26 settembre - Walter Tocci, politico italiano
- 26 settembre - George Wood, ex calciatore scozzese
- 27 settembre - Paolo Casalegno, logico e filosofo italiano († 2009)
- 27 settembre - Ed Case, politico statunitense
- 27 settembre - Nicola D'Ascanio, politico italiano
- 27 settembre - Katie Fforde, scrittrice britannica
- 27 settembre - Michio Hoshino, fotografo giapponese († 1996)
- 27 settembre - Chris Merritt, tenore statunitense
- 27 settembre - Dumitru Dorin Prunariu, cosmonauta rumeno
- 27 settembre - Buddy Rose, wrestler statunitense († 2009)
- 27 settembre - André Viger, atleta paralimpico canadese († 2006)
- 28 settembre - Giuseppe Calì, golfista italiano
- 28 settembre - Euthymīs Kioumourtzoglou, allenatore di pallacanestro greco
- 28 settembre - Sylvia Kristel, attrice olandese († 2012)
- 28 settembre - Vi Lyles, politico statunitense
- 28 settembre - Gianni Nieddu, politico italiano
- 28 settembre - David Salle, pittore, incisore e scenografo statunitense
- 28 settembre - David Schnaufer, musicista statunitense († 2006)
- 28 settembre - Andy Ward, batterista britannico
- 29 settembre - Gábor Csupó, regista ungherese
- 29 settembre - Mike Dillon, allenatore di calcio e ex calciatore inglese
- 29 settembre - Srđan Dizdarević, giornalista, diplomatico e attivista bosniaco († 2016)
- 29 settembre - Remo Facchinetti, ultramaratoneta italiano
- 29 settembre - Jurij Lobanov, canoista sovietico († 2017)
- 29 settembre - Max Sandlin, politico statunitense
- 29 settembre - Monika Zehrt, ex velocista tedesca
- 30 settembre - Lella Costa, attrice, comica e cabarettista italiana
- 30 settembre - Mau Cristiani, cantante italiano
- 30 settembre - Cheick Modibo Diarra, astrofisico, imprenditore e politico maliano
- 30 settembre - John Finn, attore statunitense
- 30 settembre - Peter Forbes, attore scozzese
- 30 settembre - Sergej Isakov, schermidore sovietico († 2002)
- 30 settembre - Al Leong, attore e stuntman statunitense
- 30 settembre - Svein Mathisen, calciatore norvegese († 2011)
- 30 settembre - Walter Vitali, politico italiano
- 30 settembre - Jack Wild, attore britannico († 2006)